# Neue Regierung Minden

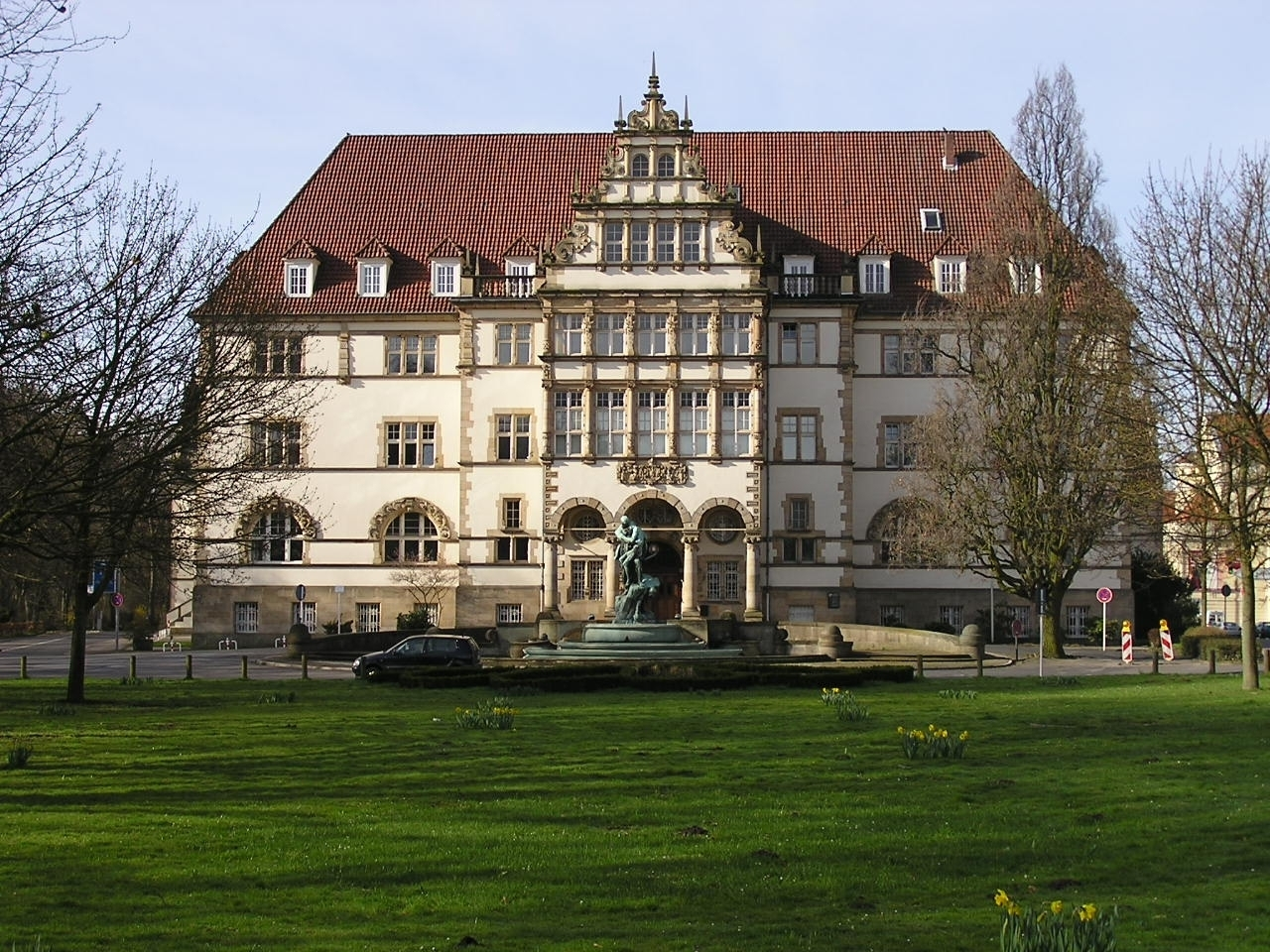
Die Neue Regierung in Minden

Lageplan

Die Neue Regierung ist ein Gebäude in der ostwestfälischen Stadt Minden und. Es wurde 1902–1906 auf den aufgelassenen Festungsanlagen am Wesertor von Regierungsbaumeister Paul Kanold und Paul Kieschke im Stil der Neorenaissance (Weserrenaissance) für die Bezirksregierung Minden gebaut.

## Geschichte
Die Regierung Minden bestand in dieser Verwaltungsform seit 1816 in Minden und war vorher am Großen Domhof im Zentrum der Stadt untergebracht. Das im Weserglacis erbaute Regierungsgebäude erhielt den Namen Neue Regierung während das ehemalige Regierungsgebäude danach als Alte Regierung bezeichnet wurde. Die Bezirksregierung wurde gemäß den Lippischen Punktationen 1947 nach Detmold verlegt, seitdem wird die Neue Regierung von unterschiedlichen Institutionen wie dem Bundesbahn-Zentralamt der Deutschen Bahn belegt und steht unter Denkmalschutz.
Im Zweiten Weltkrieg wurde das Gebäude teilzerstört, am 18. September 1950 wehte der Richtkranz über dem Gebäude. Die Hauptfront wurde in einfacher Form wieder aufgebaut, der zweite größere Giebel über der Hauptfront wurde nicht wiedererrichtet. Die DB AG ist im Frühjahr 2017 ausgezogen.
Die Stadt Minden hat Teile des Gebäudes seit April 2017 als Interimslösung im Zuge der anstehenden Rathaus-Sanierung angemietet. 180 Arbeitsplätze befinden sich seit Mitte Oktober im Regierungsgebäude, darunter das Standesamt, das Jugendamt, der Bereich Vermessung und Geoservice sowie die Bereiche Organisation und Personal. Der gesamte Rathauskomplex wird in der Zeit von 2017 bis 2021 saniert.
2019 wurde das Gebäude durch die MDU Gruppe gekauft, um hier eine Seniorenresidenz unterzubringen. Die Büroräume des Rathauses Minden wurden im Juli 2022 aufgegeben und zurück ins Rathaus verlagert. Ab dem Frühjahr 2023 wird das Gebäude umgebaut und soll 2025 für die neue Funktion bezugsfertig sein.

## Trivia
Da die Außenstelle Minden der heutigen Bezirksregierung Detmold ihren Sitz an der Büntestraße 1 hat, wird nun auch häufig die Neue Regierung als Alte Regierung bezeichnet. Besonders augenfällig ist in diesem Zusammenhang die Benennung des Parkplatzes Alte Regierung, östlich des Gebäudes, der sich aber eigentlich an der Neuen Regierung befindet.